# Stromausfall in Nordamerika im November 1965

Betroffene Gebiete, in denen jedoch nicht sämtliche Städte betroffen waren

Der Stromausfall in Nordamerika im November 1965 begann am frühen Abend des 9. November 1965 und war eine großflächige Unterbrechung in der elektrischen Energieversorgung im Nordosten der USA und Teilen von Kanada. Betroffen waren die Bundesstaaten Connecticut, Massachusetts, New Hampshire, Rhode Island, Vermont, New York, New Jersey sowie Teile von Ontario. Etwa 30 Millionen Menschen in einem Gebiet von ca. 207.000 km² waren bis zu zwölf Stunden ohne Versorgung.

## Ursache
Unmittelbare Ursache war menschliches Versagen. Hinzu kam eine mangelhafte Überwachung der Stromnetze, die in diesem Gebiet damals häufig an ihre Belastungsgrenzen stießen. Einige Tage zuvor hatte Wartungspersonal das Distanzschutzrelais einer Hochspannungsleitung an einem Kraftwerk in der Nähe der Niagara-Fälle auf einen zu niedrigen Auslösewert eingestellt. Einige Tage später – es war ein kalter Novembernachmittag – wurde das Stromnetz im Süden Ontarios an die Grenze seiner Belastbarkeit gebracht.
Um 17:16 Uhr Eastern Time löste das falsch eingestellte Distanzschutzrelais unterhalb der Belastungsgrenze der Leitung aus, wodurch eine Hauptversorgungsleitung in Ontario ausfiel. Benachbarte Leitungen wurden entsprechend stärker belastet, wodurch die dort korrekt eingestellten Netzschutzelemente ebenfalls auslösten. Die sogenannte (n–1)-Regel war damals im Stromnetz nicht erfüllt, daher breitete sich der Fehler nach Art eines Dominoeffektes im Netz aus.
Die nicht mehr am Netz befindlichen Kraftwerke wurden unmittelbar in der Leistung reduziert, um keinen Schaden zu nehmen (kraftwerksseitiger Lastabwurf). Ein zuverlässiges Lastmanagement hätte mittels Lastabwurf im Stromnetz einzelne, fehlerhafte Netzregionen vom übrigen nordöstlichen Netz trennen müssen, um den Fehler in der räumlichen Ausdehnung zu begrenzen. Dies geschah nicht.
In Buffalo und Niagara Falls blieb die Versorgung durch regionale Kraftwerke erhalten, die nun aber vom Rest des nordöstlichen Versorgungsnetzes getrennt waren. Innerhalb von nur fünf Minuten war das gesamte nordöstliche Versorgungsnetz in ein Chaos gestürzt. Die Südstaaten, die damals nur wenige Verbindungsleitungen mit dem Norden hatten, waren nicht betroffen. Ebenfalls nicht betroffen war die Region um Fort Erie, da dort noch ältere 25-Hertz-Generatoren liefen, die ohnehin nicht direkt mit Netzen mit einer Frequenz von 60 Hertz verbunden werden konnten.

## Betroffene Radio- und Fernsehstationen
In Fort Erie war man in der Lage, eine Fernsehstation aus New York zu empfangen, die über Notstrom verfügte.
Die meisten Fernsehstationen und etwa die Hälfte aller Radiostationen verfügten nicht über eine Notstromversorgung und fielen aus. In der New Yorker Radiostation WABC bemerkte der Moderator Dan Ingram, dass die Plattenspieler zu langsam liefen. Die Geräte benutzten normalerweise die Netzfrequenz von 60 Hz, um den Gleichlauf zu gewährleisten. Obwohl die Spannung zunächst noch normal war, verursachte die Überlastung im Versorgungsnetz ein Absinken der Frequenz zunächst auf 56 Hz und dann auf 51 Hz. Dadurch liefen die Plattenspieler langsamer als sonst, was man deutlich hörte. Kurz danach wurden die Lichter im Studio schwächer. Die Nachrichten begannen um 17:25 Uhr Eastern Time mit der Meldung über die Selbstverbrennung von Roger Allen LaPorte vor dem UN-Hauptquartier aus Protest gegen den Vietnamkrieg. Als die nächste Meldung verlesen werden sollte, wurde die Stromversorgung langsam immer schwächer und schwächer bis zum völligen Erliegen.

## Auswirkungen
Einige Städte, die regionale Gaskraftwerke hatten, blieben weiter versorgt. In New York City wurde es gegen 17:27 Uhr dunkel, allerdings waren nicht alle Stadtteile betroffen. Das Wetter war klar und der Vollmond schien, so dass auf diese Weise etwas Beleuchtung vorhanden war. Die Nacht blieb ruhig und friedlich. Es wurden nur fünf Fälle von Plünderungen bekannt, wohingegen es beim Stromausfall in New York von 1977 massive Plünderungen und Brandstiftungen gab. Die Nacht vom 9. auf den 10. November 1965 gehörte zu denjenigen mit den wenigsten Verbrechen in der Geschichte von New York City seit Beginn der Kriminalitätsstatistik.
Die New York Times brachte eine zehnseitige Notausgabe heraus und nutzte dafür die Druckmaschinen der Newark Evening News, die noch Strom hatten.

## Wiederherstellung der Versorgung
Viele Kraftwerke waren nicht schwarzstartfähig, d. h., sie hatten keine Hilfsenergie oder Dieselgeneratoren, mit denen sie ihre Maschinen neu hätten starten können. Brooklyn war bis Mitternacht wieder versorgt, der Rest von New York bis etwa 7 Uhr am nächsten Morgen. Als günstig erwies sich die Tatsache, dass die Eastman Kodak Company in Rochester ein eigenes, unabhängiges Kraftwerk hatte, welches weiterlief und Strom zum Starten der Kraftwerke in der Umgebung liefern konnte. So konnten nach und nach die Systeme wieder hochgefahren werden.
Nach dem Stromausfall wurden Maßnahmen getroffen, um eine Wiederholung möglichst zu vermeiden. Beispielsweise wurde der Northeast Power Coordinating Council gegründet, um Informationen zwischen den Versorgern auszutauschen und Maßnahmen zu koordinieren. Man erkannte, dass die Leistungsflüsse im Verteilungsnetz nicht ausreichend überwacht wurden, was maßgeblich zu diesem Stromausfall beigetragen hatte. Ein rechtzeitiges Erkennen von Überlastungen hätte ein großräumiges Zusammenbrechen des Systems verhindert.

## Mythen und Legenden
Eine Großstadtlegende besagt, neun Monate nach dem Stromausfall sei die Geburtenrate in den betroffenen Gebieten kurzfristig stark angestiegen. In die Welt gesetzt wurde diese Legende durch drei Artikel in der New York Times vom August 1966, in denen ortsansässige Ärzte dies behaupteten. 1970 belegte eine umfangreiche Studie der University of North Carolina, dass die Geburtenrate nicht signifikant gestiegen war.
Während des Stromausfalls glaubten viele, dies seien Auswirkungen eines beginnenden Atomkrieges oder der Strom sei durch Sabotage einer ausländischen Macht ausgefallen. Die 1960er Jahre waren eine Hochphase des Kalten Kriegs; die Kubakrise lag erst drei Jahre zurück; zwei Jahre zuvor war Kennedy ermordet worden; der Vietnamkrieg war 1965 eskaliert.
Da auch am nächsten Tag noch kein Grund für den Stromausfall erkennbar war, wurden von mehreren Autoren und Kommentatoren UFOs dafür verantwortlich gemacht. Diese Thesen kann man dem damaligen Zeitgeist zuschreiben. Auch mehrere Sichtungen von UFOs wurden gemeldet. Ein zunächst unerklärlicher Blitz in der Nähe von Syracuse in der wolkenlosen Nacht war wahrscheinlich ein Lichtbogen zwischen einer Hochspannungsleitung und einem Baum.
Der Drehbuchautor des Films Als das Licht ausging (1968, mit Doris Day) verwendete den Stromausfall von 1965 als Rahmenhandlung
Die englische Heavy-Metal-Band Saxon thematisierte diesen Vorfall aus Sicht einer Flugzeugcrew in ihrem 1980 erschienenen Song 747 (Strangers in the Night).